# Оук-Ридж-Норт (Техас)
Оук-Ридж-Норт (англ. Oak Ridge North) — місто (англ. city) в США, в окрузі Монтгомері штату Техас. Населення — 3057 осіб (2020).

## Географія
Оук-Ридж-Норт розташований за координатами 30°9′24″ пн. ш. 95°26′32″ зх. д. / 30.15667° пн. ш. 95.44222° зх. д. (30.156777, -95.442143).  За даними Бюро перепису населення США в 2010 році місто мало площу 3,50 км², уся площа — суходіл. В 2017 році площа становила 3,69 км², уся площа — суходіл.

## Демографія
Згідно з переписом 2010 року, у місті мешкало 3049 осіб у 1131 домогосподарстві у складі 909 родин. Густота населення становила 871 особа/км².  Було 1174 помешкання (335/км²).
Расовий склад населення:
| - 93,8 % — білих - 1,3 % — чорних або афроамериканців - 1,2 % — азіатів - 0,4 % — корінних американців - 0,1 % — вихідців з тихоокеанських островів - 1,5 % — осіб інших рас |

До двох чи більше рас належало 1,7 %. Частка іспаномовних становила 10,2 % від усіх жителів.
За віковим діапазоном населення розподілялося таким чином: 20,8 % — особи молодші 18 років, 61,6 % — особи у віці 18—64 років, 17,6 % — особи у віці 65 років та старші. Медіана віку мешканця становила 46,7 року. На 100 осіб жіночої статі у місті припадало 99,0 чоловіків;  на 100 жінок у віці від 18 років та старших — 96,4 чоловіків також старших 18 років.
Середній дохід на одне домашнє господарство  становив 113 163 долари США (медіана — 88 500), а середній дохід на одну сім'ю — 123 266 доларів (медіана — 99 250). Медіана доходів становила 89 167 доларів для чоловіків та 41 917 доларів для жінок. За межею бідності перебувало 6,1 % осіб, у тому числі 15,3 % дітей у віці до 18 років та 3,6 % осіб у віці 65 років та старших.
Цивільне працевлаштоване населення становило 1529 осіб. Основні галузі зайнятості: освіта, охорона здоров'я та соціальна допомога — 17,6 %, роздрібна торгівля — 12,9 %, будівництво — 12,6 %.